# Змішані високомолекулярні сполуки
Змі́шані ви́сокомолекуля́рні сполу́ки — високомолекулярні сполуки, до яких належать:
- білки, що містять одночасно вуглеводний або ліпідний компонент, або пов'язані з нуклеїновими кислотами;
- полісахариди, що містять білковий, ліпідний, або обидва компоненти;
- деякі ферменти.

Змішані ВМС поширені в рослинному й тваринному світі.